# 59º Reggimento fanteria "Calabria"

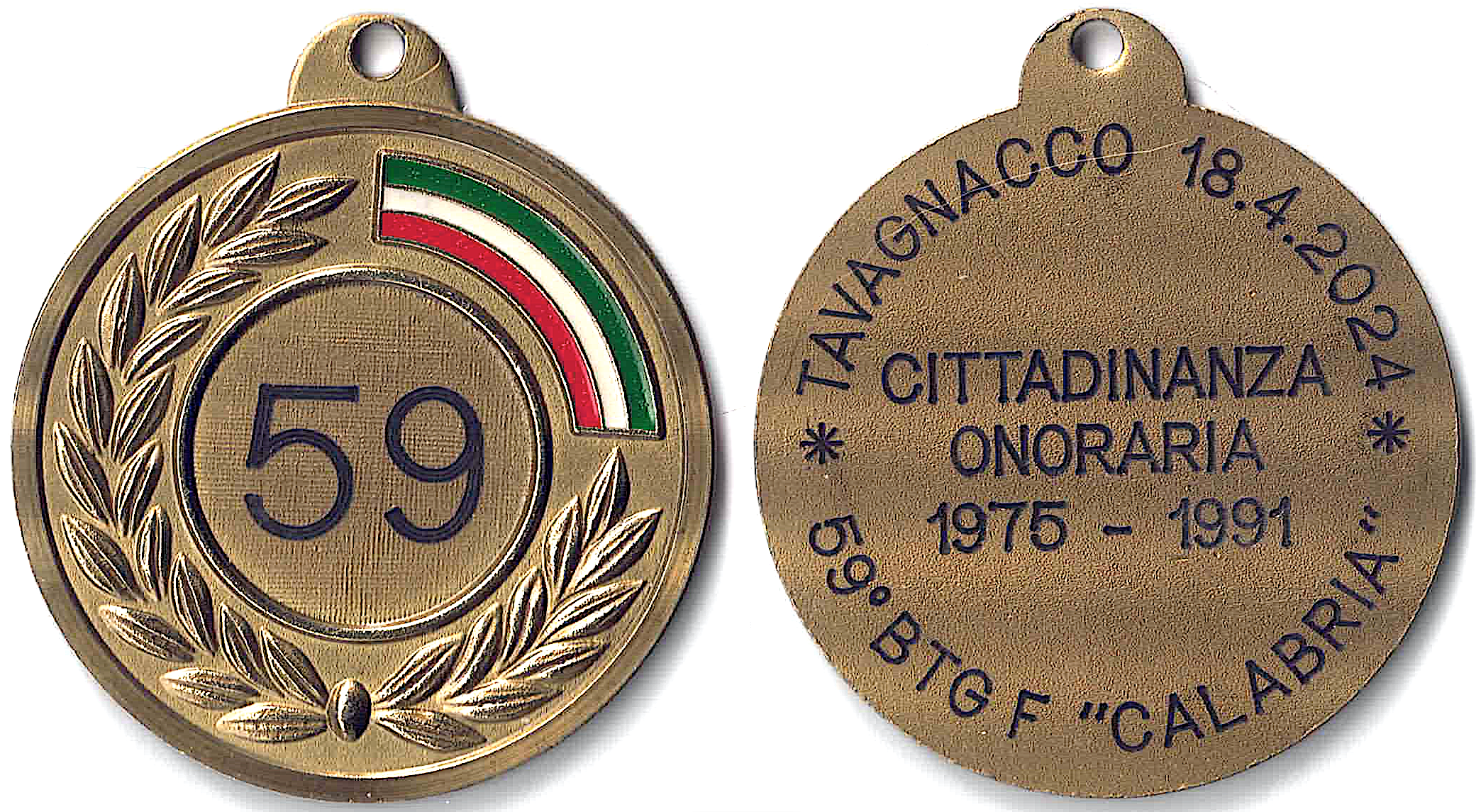
Medaglia Commemorativa della Concessione della Cittadinanza Onoraria del Comune di Tavagnacco (UD) - 2024

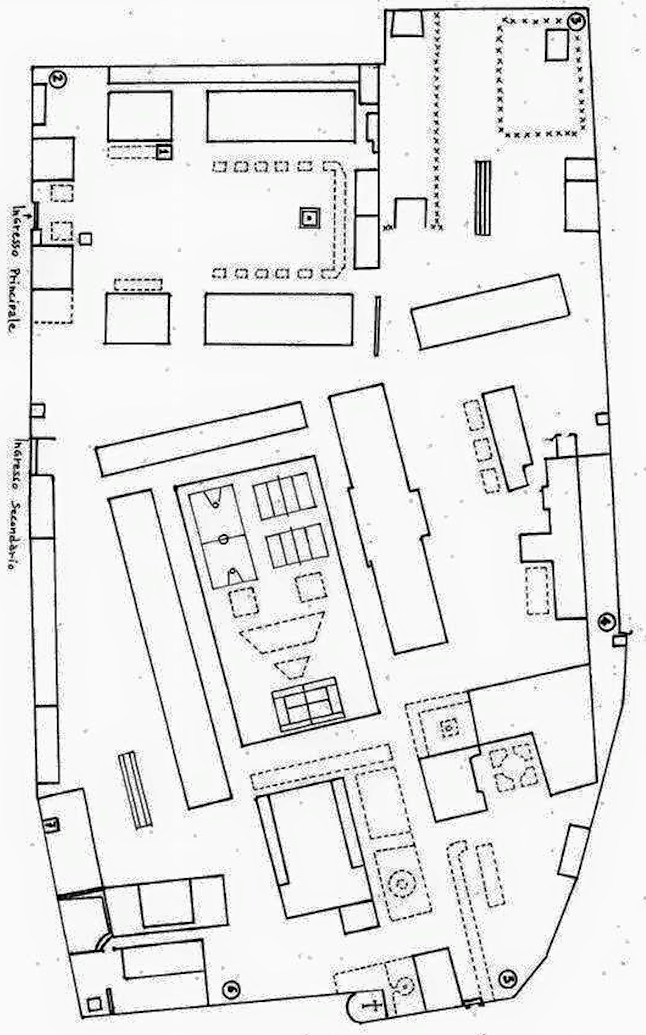
Pianta della Caserma Zucchi-Lanfranco di Cividale del Friuli già sede del 59° Battaglione Fanteria Meccanizzata "CALABRIA"

Il 59º Reggimento fanteria "Calabria" è stata un'unità dell'Esercito Italiano dal 1861 al 1991. Era inquadrato nella Brigata "Calabria" e successivamente nella Brigata meccanizzata "Isonzo". Dal 1975 diviene 59º Battaglione Fanteria Meccanizzato "Calabria" stanziato nella caserma Zucchi-Lanfranco in Cividale del Friuli.

## Storia

### Le origini
Il 16 aprile 1861 si costituì a Brescia, per effetto del Regio Decreto del 24 gennaio 1861, il 59º Reggimento Fanteria con i tre Battaglioni ceduti dal 20° "Brescia", dal 21° e dal 22° "Cremona"; assieme al 60º Rgt. diede vita alla Brigata "Calabria". Il 2 giugno 1861 gli fu consegnata la Bandiera di Guerra.

### Periodo precedente la Grande Guerra
Negli anni che seguirono la nascita del Regno d'Italia, il Reggimento viene impiegato nella lotta al brigantaggio (1860-1870) nelle regioni meridionali e in Sicilia.
Allo scioglimento delle brigate permanenti il 59° e il 6o° vennero a chiamarsi 59° e 6o° reggimento fanteria (Calabria). Il 2 gennaio 1881 essi furono nuovamente riuniti nella brigata Calabria (59° e 6o° reggimento fanteria).
Nel 1884 interviene con 3 compagnie in occasione dell'epidemia di colera in Garfagnana; più precisamente con la 7ª a Barga, la 11ª a Gallicano e la 14ª a Sommacolonia.
Il nuovo Reggimento partecipò onorevolmente alla Terza Guerra di Indipendenza e si distinse nelle varie sedi ove fu dislocato per l'opera fraterna e sollecita a favore delle popolazioni civili, da quelle siciliane, colpite dal colera, a quelle del Polesine, sottoposte alle inondazioni del Po. Il 59° "Calabria" concorse poi con alcuni suoi reparti alla guerra Italo-Abissina (Eritrea 1895-96) ed alla guerra Italo-Turca (Libia 1911-12), mobilitando numerosi Ufficiali e Militari di Truppa ed anche intere Compagnie.
Reparti del Reggimento si coprono di gloria ad Adua (01/03/1896) ed a Tucruf (2-3/04/1896), meritando una Medaglia d'Argento, cinque di bronzo ed un encomio solenne.
Il 4 giugno 1897 il Municipio di Monteleone Calabro offre al Reggimento una nuova Bandiera di Guerra in segno di riconoscimento per l'opera svolta dai fanti a favore delle popolazioni colpite dal terremoto del 1894.
Alla vigilia della Prima Guerra Mondiale, il Reggimento è dislocato a Civitavecchia.
Per la guerra 1915-1918 il 59º reggimento costituì il comando delle brigate Lazio e Pesaro ed i reggimenti 131° e 239° delle citate Brigate.

### La prima guerra mondiale

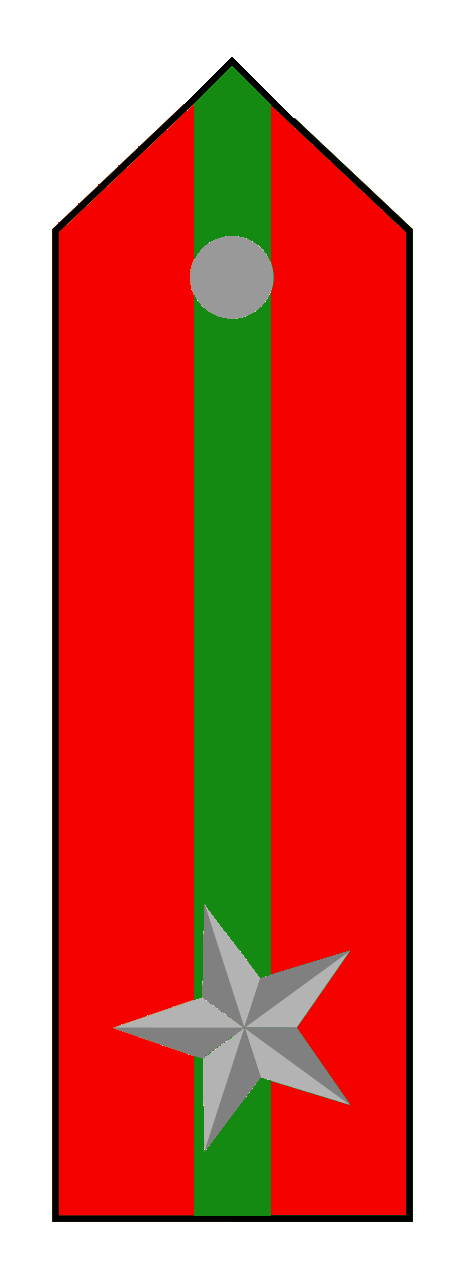
Mostrine da colletto in uso fino al 1973

La più bella pagina della storia centenaria del "Calabria" fu scritta il 18 aprile 1916, giorno della conquista del Col di Lana nel bellunese.
Nel corso della Grande Guerra si distinse nelle principali battaglie del fronte montano, conquistando, oltre al citato Col di Lana, le contrastate pendici del Colbricon e della Cima Stradon (luglio 1915 - ottobre 1917). In seguito al ripiegamento al Piave, conseguente alla ritirata di Caporetto, il Reggimento resiste eroicamente sul Monte Tomba e sul Monfenera ai furiosi attacchi che investono il Massiccio del Grappa.
Per l'eroismo dimostrato dai suoi fanti, la Bandiera di Guerra del Reggimento viene decorata con la Medaglia d'Argento al Valor Militare.
Non vi è traccia sulla storiografia ma, dagli elenchi dei Caduti pubblicati dal MINDIF, si trova traccia di 5 Caduti del "CALABRIA" in terra di Francia dal luglio al dicembre 1918, il che fa supporre che aliquote del 59° siano state aggregate al II Corpo d'Armata Italiano in Francia.

### Periodo fra le due guerre
In virtù della legge 11 marzo 1926, n. 396, il comando della brigata Calabria fu sciolto il 31 ottobre 1926. Il 59º fanteria fu assegnato alla XXX Brigata di Fanteria, della quale fanno parte anche i Reggimenti 45° e 46° "Reggio" e viene dislocato, dal 1927, a La Maddalena.
Nel 1933 viene trasferito a Tempio Pausania, nella caserma intitolata al Sottotenente tempiese Francesco Fadda - Medaglia d'Oro al Valor Militare. Nel 1934 il Reggimento passa alle dipendenze del Comando Divisione "Caprera" (30^).
Nel settembre 1935 il 59° costituì il III battaglione il quale poi fu disciolto nel feb braio 1936.
In occasione della guerra italo-etiopica (1935-36) fornisce Quadri e truppe ai reparti mobilitati per l'Africa Orientale e concorse alla ricostitu zione del 239º reggimento. Nel 1937 passa a far parte della XXXI Brigata di Fanteria. Nel 1939, in conseguenza della costituzione delle Divisioni binarie, il Reggimento è inquadrato nella 31ª Divisione fanteria "Calabria", della quale fanno parte anche i Reggimenti 60º Fanteria e 40º Artiglieria per Divisioni di Fanteria.

### La seconda guerra mondiale
Inquadrato nella 31ª Divisione fanteria "Calabria", partecipa al Secondo Conflitto Mondiale con compiti di difesa costiera nella Sardegna settentrionale.
Dall'8 al 18 settembre 1943, concorse alla definitiva evacuazione delle truppe tedesche dall'isola, operando nella zona di Bassacutena, Valia, Stazzo, Litichedda e Santa Teresa di Gallura. Trasferito nel 1943 nella sede di Sassari, vi rimane fino al 1945, allorché viene trasferito nella sede di Cagliari. A seguito della trasformazione organica, dal 25 settembre 1944 divenne 59º Reggimento Fanteria Sicurezza Interna "Calabria" e inquadrato nella ricostituita Brigata omonima.

### La Guerra Fredda
Nel 1947, con l'antica denominazione di 59º Reggimento Fanteria, entrò a far parte della Divisione "Mantova" e fu dislocato a Palmanova (Caserma "Durli")  dove il 4 novembre 1947 riceve la nuova Bandiera di Guerra. 
Mobilitato prontamente, aliquota del I Battaglione intervenne nelle operazioni di soccorso e recupero delle vittime del disastro del Vajont (9 ottobre 1963).
Nel 1966 fu il primo Rgt cui furono affidati i nuovi fucili FAL in sostituzione dei Garand.

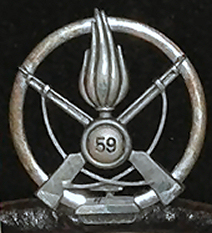
Fregio metallico da basco 59

Nel biennio 1970-1971 partecipa alla repressione dei moti di Reggio Calabria (rivolta scoppiata in seguito alla decisione di collocare il capoluogo di regione a Catanzaro nel quadro dell'istituzione degli enti regionali).
Nel quadro della ristrutturazione dell'Esercito del 1975, il 59º Reggimento Fanteria fu sciolto il 31 ottobre 1975 e il successivo 1 novembre, per trasformazione del II Battaglione, si forma il 59º Battaglione Fanteria Meccanizzato "Calabria" stanziato nella caserma Zucchi-Lanfranco di Cividale del Friuli  e inquadrato nella Brigata Meccanizzata "Isonzo".
Il 59º Battaglione Fanteria Meccanizzato "Calabria" naturalmente partecipò alle operazioni di soccorso alle popolazioni del Friuli colpite dal sisma del 6 maggio 1976, intervenendo nel comune di Magnano in Riviera nella stessa notte tra il 6 ed il 7 maggio. I Fanti del Battaglione furono immediatamente impegnati per rimuovere macerie, soccorrere i feriti e dare sepoltura ai deceduti. Successivamente il 59° provvide alla distribuzione di tende, coperte, lenzuola e materassi, alla confezione di pasti caldi e all'erogazione dell'acqua potabile. In seguito il Reparto concorse con Ufficiali, Sottufficiali e Militari di Truppa alla costituzione ed al funzionamento dei Centri Operativi della Brigata ed al Centro di Raccolta di Cividale. L'opera di soccorso fu poi intensificata nel settembre, quando si verificò una ripresa del sisma.
Per l'attività svolta il Battaglione ricevette la Medaglia d'Argento al Valore dell'Esercito e il suo Comandante (Ten. Col. Gaetano Casale) la Cittadinanza Onoraria del Comune di Magnano in Riviera.
A seguito del mutato teatro operativo (fine Guerra Fredda) venne posto in posizione quadro nel 1989 e sciolto definitivamente il 30 giugno 1991. La sua Bandiera di Guerra, decorata con un Ordine Militare d'Italia, una Medaglia d'Argento al Valor Militare e una Medaglia d'Argento al Valore dell'Esercito, il 10 dicembre 1991 è stata ammainata e mestamente accompagnata dall'ultimo Comandante del Battaglione (Ten. Col. Francesco Costagli) al Sacrario delle Bandiere presso l'Altare della Patria in Roma.

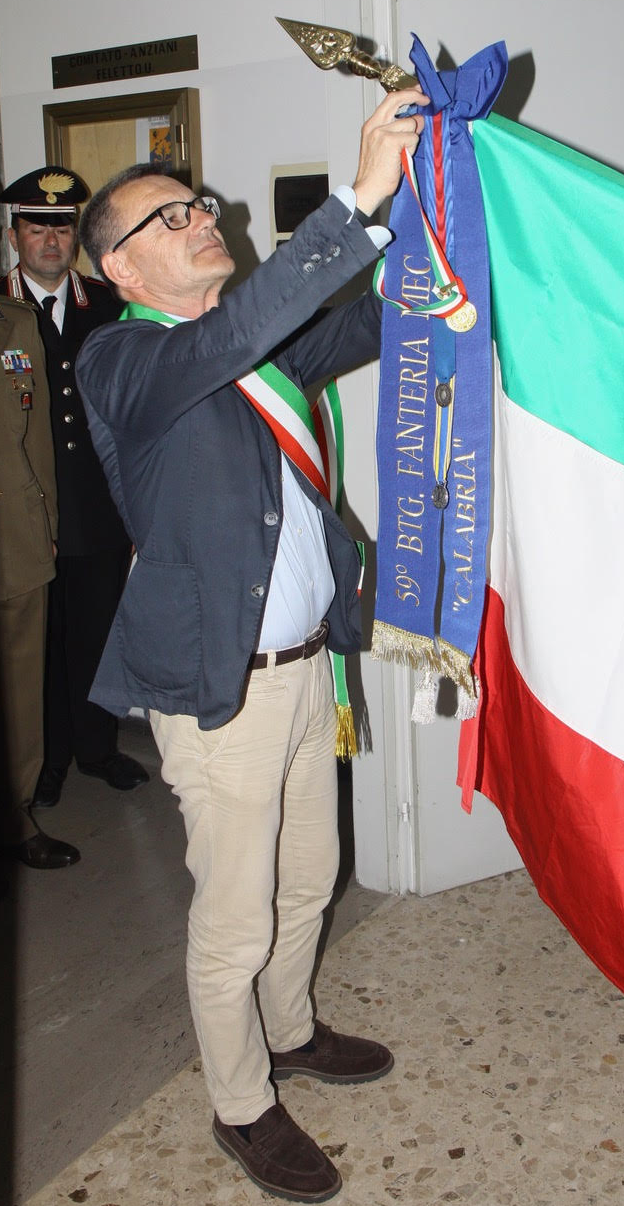
Il Sindaco del Comune di Tavagnacco, dr. Giovanni Cucci, decora il simulacro della Bandiera di Guerra del "Calabria" con una Medaglia Commemorativa

Il 18 aprile 2024, su proposta della Sezione di Cividale del Friuli dell'Associazione Nazionale del Fante, al Reparto viene conferita la Cittadinanza Onoraria dal Comune di Tavagnacco (UD) con la seguente motivazione: "Per la fattiva partecipazione alla vita della Comunità, che dal 1975 al 1989 ha promosso iniziative socioculturali e manifestazioni sportive per la cittadinanza, ricche di valori quali la solidarietà, l'impegno civile, l'altruismo, la generosità e la crescita culturale e civile della Comunità in un'ottica di cittadinanza attiva e consapevole".

## Campagne di guerra e fatti d'arme
- 1860-1870 - Brigantaggio: Opera in vari scontri a fuoco dal 1860 al 1866, anno nel quale diventa Reggimento con funzioni di ordine pubblico;
- 1866 - Terza Guerra di Indipendenza: Opera nella zona tra Codogno e Sesto Cremonese e si concentra in Goito;
- 1895-1897 - Eritrea: Fornisce 13 ufficiali e 233 uomini per i vari reparti mobilitati;
- 1911-1912 - Libia: Fornisce 16 ufficiali e 1007 uomini per i vari reparti mobilitati;
- 1915-1918 - Prima Guerra Mondiale: Settori operativi di Rocca Pietore, Col di Lana, Dente di Sief, Colbricon, Cima dello Stradon, Monte Grappa, Monte Tomba, Monfenera, Monte Asolone, Col della Berretta, Col Fenilon, Bassano. Concessione dell'Ordine Militare d'Italia, Medaglia d'Argento al Valor Militare;
- 1935-1936 - Africa Orientale: Concorre alla mobilitazione dei reparti fornendo 7 ufficiali e 255 uomini;
- 1940-1945 - Seconda Guerra Mondiale: Difesa costiera della Sardegna, funzioni di sicurezza interna.

## Le Sedi
- nel 1861 il Reggimento è a Brescia, poi a Modena e poi a Mirandola
- fra il 1861 e il 1862 il Reggimento è a Mirandola
- nel 1862 il Reggimento è a Modena
- fra il 1862 e il 1863 il Reggimento è a Parma
- nel 1863 il Reggimento è a Bergamo
- fra il 1863 e il 1865 il Reggimento è a Caserta
- fra il 1865 e il 1866 il Reggimento è a Gaeta
- nel 1866 il Reggimento è a Napoli
- nel 1866 il Reggimento è a Codogno
- fra il 1866 e il 1868 il Reggimento è a Palermo
- fra il 1868 e il 1869 il Reggimento è a Girgenti
- fra il 1869 e il 1872 il Reggimento è a Torino
- fra il 1872 e il 1876 il Reggimento è a Mantova
- fra il 1876 e il 1877 il Reggimento è a Civitavecchia
- fra il 1877 e il 1880 il Reggimento è a L'Aquila
- fra il 1880 e il 1884 il Reggimento è a Livorno
- fra il 1884 e il 1887 il Reggimento è a Vercelli
- fra il 1887 e il 1893 il Reggimento è a Novara
- fra il 1893 e il 1897 il Reggimento è a Monteleone di Calabria
- fra il 1897 e il 1901 il Reggimento è a Perugia
- fra il 1901 e il 1907 il Reggimento è a Torino
- fra il 1907 e il 1914 il Reggimento è a Civitavecchia
- fra il 1914 e il 1918 il Reggimento è in Zona di Guerra
- fra il 1919 e il 1922 il Reggimento è a Civitavecchia
- fra il 1922 e il 1926 il Reggimento è a Roma
- fra il 1926 e il 1927 il Reggimento è a Civitavecchia
- fra il 1927 e il 1933 il Reggimento è a La Maddalena
- fra il 1933 e il 1943 il Reggimento è a Tempio Pausania
- fra il 1943 e il 1945 il Reggimento è a Sassari
- fra il 1945 e il 1947 il Reggimento è a Cagliari
- nel 1947 il Reggimento è a Perugia
- dal 23 settembre 1947 il Reggimento/Battaglione è a Palmanova (Palmanova - Cas. "Durli" - Cdo di Reggimento, cp Mortai, cp C/Carri e 2° Btg  - Udine - Cas. "Cavarzerani" - 3° Btg  - Cormons - Cas. "Amadio" - 1° Btg)[2]
- Il 2 dicembre 1958, veniva costituito a Visco, in provincia di Udine il III Battaglione carri del 59º Reggimento fanteria "Calabria", che il 1º aprile 1961, assumeva la denominazione di LXIII Battaglione carri che poi, il 1º novembre 1975, assumeva la denominazione di 63º Battaglione carri "M.O. Fioritto", inquadrato nella Brigata meccanizzata "Isonzo"[2]
- fra il 1975 e il 1989 il Battaglione è a Cividale del Friuli alla caserma "Zucchi-Lanfranco" (con la cp Cdo e Servizi, 1^, 2^ e 3^ cp Fucilieri e 4^ cp Mortaisti)[2]

## I Comandanti

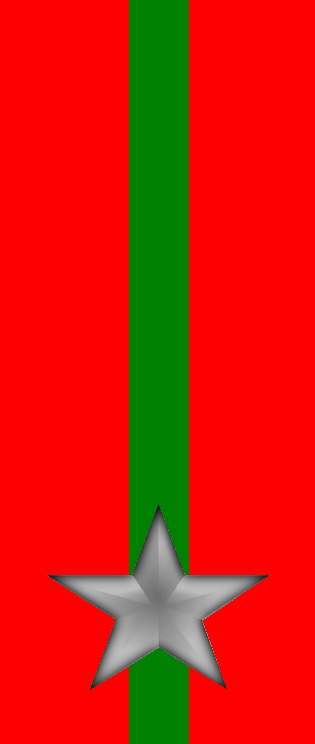
Mostrine metalliche da colletto in uso a partire dal 1973

- Col. Vittorio Richard (16/04/1861 - 21/08/1862)
- Col. Ferdinando Bozzone (01/09/1862 - 04/08/1870)
- Col. Camillo Gandolfo (04/09/1870 - 30/12/1878)
- Col. Carlo Secretant (01/01/1879 - 01/01/1881)
- Col. Fiorenzo Bava Beccaris (02/01/1881 - 05/01/1882)
- Col. Guglielmo Alasia (22/01/1882 - 04/01/1885)
- Col. Felice Dorna (05/01/1885 - 31/03/1889)
- Col. Adraste Bonetti (14/04/1889 - 15/08/1893)
- Col. Florenzio Aliprindi (16/08/1893 - 27/02/1896)
- Col. Giuseppe Manconi (28/02/1896 - 21/05/1896)
- Col. Florenzio Aliprindi (22/05/1896 - 26/08/1897)
- Col. Cesare Confalonieri (27/08/1897 - 09/12/1897)
- Col. Alberto Crispo Cappai (10/12/1897 - 01/07/1900)
- Col. Giuseppe Aureggi (02/07/1900 - 29/06/1907)
- Col. Settimio Piacentini (30/06/1907 - 26/12/1909)
- Col. Carlo Calenda (27/12/1909 - 16/11/1911)
- Col. Francesco Coco (30/11/1911 - 31/12/1911)
- Col. Raffaele Lostia di Santa Sofia (01/01/1912 - 06/08/1915)
- Col. Aurelio Petracchi (07/08/1915 - 01/04/1917
- Col. Edoardo Scaroina (02/04/1917 - 17/12/1917)
- Col. Alfredo Nannone (18/12/1917 - 03/02/1918)
- Col. Giuseppe Canzano (04/02/1918 - 25/06/1918)
- Col. Gastone Avogadro di Vitagliano (26/06/1918 - 19/08/1918)
- Col. Ettore Strumia (20/08/1918 - 20/03/1919)
- Col. Gastone Avogadro di Vitagliano (21/03/1919 - 30/07/1919)
- Col. Mario Laureati (31/07/1919 - 31/12/1920)
- Col. Attilio Rancher (01/01/1921 - 01/07/1922)
- Col. Attilio Rancher (02/07/1922 - 25/05/1925)
- Col. Prospero Colonna di Stigliano (28/05/1925 - 05/10/1926)
- Col. Prospero Colonna di Stigliano (06/10/1926 - 13/10/1926)
- Col. Francesco Montagnano (14/10/1926 - 25/08/1927)
- Col. Pietro De Lieto Vollaro (26/08/1927 - 14/10/1927)
- Col. Pietro De Lieto Vollaro (15/10/1927 - 31/12/1928)
- Col. Giulio Narducci (01/01/1928 - 30/05/1928
- Col. Dino Diana (31/05/1928 - 30/04/1932)
- Col. Matteo Negro (01/05/1932 - 10/09/1933)
- Col. Matteo Negro (12/09/1933 - 31/12/1933)
- Col. Enrico Quaglia (01/01/1934 - 31/12/1936)
- Col. Aniello Jervolino (01/01/1937 - 31/12/1937)
- Col. Giovanni Moramarco (01/01/1938 - 31/08/1938)
- Col. Giocondo Tonarelli (01/09/1938 - 14/11/1940)
- Col. Achille Gilardi (21/11/1940 - 21/11/1942)
- Col. Leonardo Motzo (21/11/1942 - 10/11/1943)
- Col. Leonardo Motzo (11/11/1943 - 03/02/1946)
- Col. Archimede Palazzo (04/02/1946 - 14/03/1946)
- Col. Renato Crosa (15/03/1946 - 14/04/1947
- Col. Prospero Ricci (16/04/1946 - 06/01/1947)
- Col. Prospero Ricci (07/01/1947 - 05/04/1947)
- Col. Prospero Ricci (06/04/1947 - 22/09/1947)
- Col. Prospero Ricci (23/09/1947 - 05/10/1947)
- Col. Liberio Petracalvina (06/10/1947 - 31/01/1949)
- Col. Aristide Scuro (01/02/1949 - 05/05/1950
- Col. Bruno Bruno (06/05/1950 - 12/05/1951
- Col. Eugenio Ferrari (13/05/1951 - 30/09/1952)
- Col. Ulisse Vianello (01/10/1952 - 10/04/1953)
- Col. Giuseppe Lolli (11/04/1953 - 15/04/1954)
- Col. Giuseppe Veccia (10/06/1954 - 31/10/1955)
- Col. Demetrio De Biasio (01/11/1955 - 31/10/1956)
- Col. Raffaele Giustino (01/11/1956 - 31/10/1957)
- Col. Giuseppe Ronga (01/11/1957 - 31/10/1958)
- Col. Adriano Emanuele (01/11/1958 - 31/10/1959)
- Col. Giuseppe Vecchio (01/11/1959 - 31/10/1960)
- Col. Antonino Reitano (01/11/1960 - 31/10/1961)
- Col. Eugenio Sannia (01/11/1961 - 20/04/1963)
- Col. Roberto Raffaelli (21/04/1963 - 01/09/1964)
- Col. Francesco Patrono (02/09/1964 - 10/01/1966)
- Col. Ermete Pecoraro de Vivo (11/01/1966 - 11/10/1967)
- Col. Gaetano Lanfernini (12/10/1969 - 11/10/1970)
- Col. Giovanni Ghigo (12/10/1970 - 11/10/1971)
- Col. Andrea Ogliaro (12/10/1971 - 11/10/1972)
- Col. Domenico Esposito (12/10/1972 - 11/10/1973)
- Col. Alberto Di Maggio (12/10/1973 - 11/10/1974)
- Col. Pasquale Fedele (12/10/1974 - 11/10/1975)
- Ten.Col. Salvatore Gentile (12/10/1975 - 31/10/1975)
- Ten.Col. Gaetano Casale (01/11/1975 - 10/11/1975)
- Ten.Col. Gaetano Casale (11/11/1975 - 10/08/1978)
- Ten.Col. Enrico Palumbo (11/08/1977 - 10/08/1979)
- Ten.Col. Pasquale Donvito (11/08/1979 - 28/05/1981)
- Ten.Col. Alessio Antonutti (29/05/1981 - 12/07/1983)
- Ten.Col. Maurizio Coccia (13/07/1983 - 24/07/1984)
- Ten.Col. Antonino Tita (25/07/1984 - 24/07/1985)
- Ten.Col. Luciano Santoro (25/07/1985 - 22/09/1987)
- Ten.Col. Francesco Costagli (23/09/1987 - 11/12/1989)

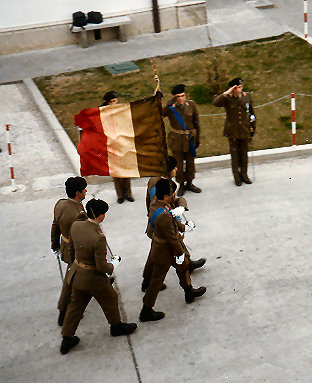
Bandiera di Guerra del 59º Battaglione Fanteria Meccanizzato "Calabria" fotografata il 18/04/1982 all'interno della Caserma "Zucchi-Lanfranco" di Cividale del Friuli (UD) in occasione della Festa di Battaglione

## Onorificenze
- Croce dell'Ordine Militare d'Italia [11]
- Medaglia d'Argento al Valor Militare[6]
- Medaglia d'Argento al Valore dell'Esercito[12]

## Struttura tipo di un Battaglione di Fanteria Meccanizzato (anni 80)
Legenda:
- (a) Comando di Btg. mec. (personale, materiali e mezzi in forza alla cp. Cdo e S.)
  - C.te di Btg
  - Vice C.te di Btg.
  - Aiutante Maggiore (responsabile Ufficio Personale)
  - Capo Ufficio O.A.I. (responsabile Ufficio Operazioni, Addestramento e Informazioni)
  - Capo Ufficio Logistico (responsabile Servizi Sanità, Commissariato, Armamento - armi e munizioni, Motorizzazione)
- (b) Comando e Servizi
- (c) Trasmissioni
- (d) Riparazioni e Recupero
- (e) Trasporti
- (f) Pionieri
- (g) Controcarri
- (h) Cannoni pesanti (106 mm senza rinculo)
- (i) Fucilieri
- (l) Mortai medi (81 mm)
- (m) Mortai pesanti (120 mm)
- (n) Autovettura da Ricognizione
- (o) Veicolo Cingolato Trasporto Truppa (M113)
- (p) Veicolo Cingolato Porta Mortaio (M106)

Nota storica: 359° REGGIMENTO FANTERIA "CALABRIA".
Origini e vicende organiche
Il 1º novembre 1943 viene formato, dal deposito del 59º Fanteria, il 359º Reggimento Fanteria "Calabria" per trasformazione della 177ª Legione Camicie Nere d'Assalto, inquadrata nella Divisione di Fanteria "Calabria" (31^).
Nella circostanza vengono attuati i seguenti cambiamenti: plotone comando legionale in plotone comando reggimento, CLXXVII battaglione milizia in I/359°, CLXXVIII battaglione milizia in II/359ª, 177ª compagnia mitra in 359ª compagnia mitraglieri. Il 359º Reggimento rimane assegnato alla Divisione "Calabria" assieme ai reggimenti 59º e 60º Fanteria e 40° Artiglieria per Divisioni di Fanteria (D.f.).
Viene sciolto il 31 gennaio 1944 tuttavia, dopo pochi mesi, il 3 maggio, il 535º Reggimento Fanteria (che sino al 2 febbraio precedente aveva avuto la denominazione di 125º Reggimento Costiero) si trasforma, prende il nome di 359º Reggimento Fanteria "Calabria" e viene dislocato a Sassari (Sardegna).
Concorrono alla sua formazione il III battaglione del 59º Fanteria (ora I/359°), il III battaglione del 60º Fanteria (ora II/359°), la 3ª compagnia del XXXI battaglione mortai (ora compagnia mortai da 81).
Il 1º agosto 1944, il 359° si costituisce in reparto quadro e cede, per la costituzione del 51º Gruppo Difesa Nord, i comandi dei due battaglioni e sette compagnie, rimanendo formato dalla compagnia comando ridotta. dalla compagnia mortai e da tre compagnie "quadro". Dal 15 settembre 1944, il 359º Fanteria viene trasformato in 359º Reggimento Lavoratori.
Campagne di guerra e fatti d'arme
Liberazione (1943-1945
- 1944: territorio nazionale: Sardegna
Comandanti
359° REGGIMENTO FANTERIA "CALABRIA" (1943-44)
- Console Ettore Manca
- Magg. Giovanni Lepori (int.)
- Magg. Antonio Colonna (int.)
359° REGGIMENTO FANTERIA "CALABRIA" (1944)
- Ten. Col. Angelo Peretti
- Ten. Col. Giovanni Onorato